# Manolo Gómez Bur
Manuel Gómez López de la Osa (Madrid, 21 d'abril de 1917 – † Bailèn, 30 de maig de 1991) va ser un actor espanyol, fill del també actor Vicente Gómez Bur.

## Biografia
S'inicia professionalment després de la Guerra Civil espanyola en seguir els passos de la seva família. Va debutar el 1939 sobre l'escenari amb el gènere de la revista, amb obres com a Doña Mariquita de mi corazón (1942). Després va formar part de les companyies d'Ana Adamuz (amb qui interpreta el 1944 La calumniada, dels Germans Álvarez Quintero), Conchita Montes i Isabel Garcés. Va tenir triomfs teatrals entre els quals van destacar les obres Su amante esposa (1950), Cena de Navidad (1951) i d'altres.
Al cinema va debutar el 1951 al llargmetratge Cuento de hadas d'Edgar Neville. Va ser el primer d'una llista de prop de cent títols. Actor eminentment còmic, es va especialitzar en figures de bona casta caracteritzades d'una certa ingenuïtat, que van fer de l'actor un dels més estimats pel públic dels anys 1960.
Durant aquests anys va intervenir en títols tan cèlebres del cinema espanyol del moment com Las chicas de la Cruz Roja (1958), de Rafael Julià Salvia; El día de los enamorados (1959), de Fernando Palacios; La corista (1960), de José María Elorrieta; Tú y yo somos tres (1964), de Rafael Gil; Tres de la Cruz Roja (1961), de Fernando Palacios; La ciudad no es para mí (1965), de Pedro Lazaga; Amor a la española (1967), de Fernando Merino; Las que tienen que servir (1967), de José María Forqué; Los subdesarrollados (1967), de Ricardo Merino; Soltera y madre en la vida (1969), de Javier Aguirre, o Las Ibéricas F.C. (1971), de Pedro Masó.
El 1973 va protagonitzar, a més, la sèrie Animales racionales per a Televisió Espanyola. També va col·laborar al programa Música y estrellas, presentat per l'artista Marujita Díaz. D'aleshores ençà, va tornar al teatre, aconseguint èxits notables, com L'estranya parella (1965), El señor Adrián, el primo (1966), El inocente (1969), La Soupière (1972), La venganza de Don Mendo (1977), Barba Azul y sus mujeres (1980) i Et ta sœur? (1982).
Es va retirar a Bailèn, on va morir el 30 de maig de 1991.